# John Spillane
John Spillane (Cork (Ierland), 1961) is een zanger en liedjesschrijver.

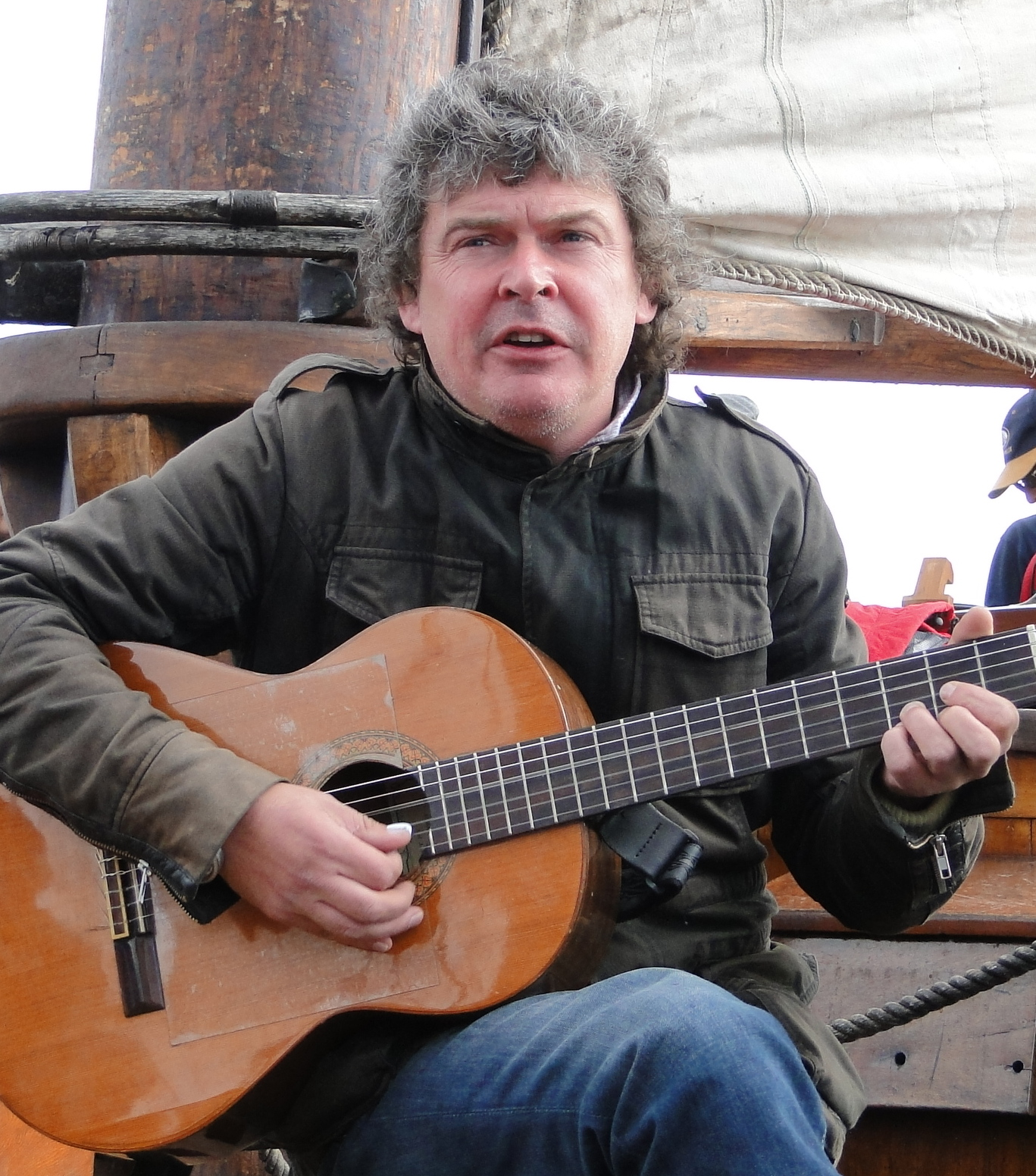
John Spillane at the 2010 National Celtic Festival, Portarlington, Victoria

Hij studeerde af bij het University College Cork met een graad in het Iers en Engels.
Als een liedjesschrijver zijn Johns liedjes gebruikt door Karan Casey, Christy Moore, Sharon Shannon en vele anderen. Spillane won een Meteor Music Award in de Best Folk/Traditional Act in 2003. Zijn liedjes ontstaan samen met Louis de Paor (of Louis de (the) poet zoals hij hem noemt). Voor zijn solo-optreden was hij zanger en gitarist bij de Ierse traditionele band Nomos.

## Discografie
- I Won't Be Afraid Anymore (met Nomos 1996)
- Set You Free (met Nomos 1997)
- The Wells of the World (1997)
- Will We Be Brilliant Or What (2002)
- Hey Dreamer (2005)
- The Gaelic Hit Factory (2006)
- Irish Songs We Learned at School (2008)

- Library of Congress Control Number: no2010176851
- MusicBrainz: dc6f5c4a-8cc0-46c0-89ea-2f1ba1754df3
- Virtual International Authority File: 160396849
- WorldCat: E39PBJdcwyj8qyGc4hDmBggR8C